# Henry J. Raymond
Henry Jarvis Raymond (Livingston County, 24 januari 1820 - New York, 18 juni 1869) was een Amerikaans journalist, politicus en de oprichter van The New York Times.

## Leven en werk
Henry J. Raymond werd op 24 januari 1820 op de familieboerderij in de omgeving van Lima (New York) geboren als het oudste kind van Lavinia Brockway en Jarvis Ramond. Langs vaders kant behoorde Raymond tot een oude Amerikaanse familie.
Henry was een bijzonder slimme jongen en werd op z'n twaalfde toegelaten tot het Genesee Wesleyan Seminary, dat later de basis zou vormen voor de Universiteit van Syracuse. In 1840 studeerde hij af aan de Universiteit van Vermont. Van 1841 tot 1851 werkte Raymond voor verschillende kranten, inclusief de New-York Tribune van de bekende uitgever Horace Greeley. Raymond en een vriend, George Jones, droomden echter van een eigen krant en in 1851 richtten zij die op: The New York Times. Raymond bleef aan als hoofdredacteur tot het einde van zijn leven.
Tegelijkertijd engageerde Raymond zich in de politiek van zijn staat New York. In 1850 en 1851 was hij lid van het New York State Assembly en in dat laatste jaar was hij tevens voorzitter of speaker. Raymond was een lid van de Whigs en meer bepaald van de radicale anti-slavernij-vleugel. Toen Raymond en niet Greeley gekozen werd als de Whig-candidaat in de verkiezing voor New Yorks luitenant-gouverneur, werd het bestuur van de partij - onder leiding van Greeley, Seward en Weed - ontbonden. Raymond werd evenwel verkozen en diende tot 1856. Terwijl de Whig Party teloorging, speelde Raymond een belangrijke rol in de totstandkoming van de Republikeinse Partij. In 1862 zetelde hij opnieuw in het State Assembly en was hij ook weer voorzitter.
Tijdens de Amerikaanse Burgeroorlog steunde Raymond over het algemeen het beleid van president Abraham Lincoln, maar ergerde hij zich wel aan de trage uitvoering van de oorlog. Hij pleitte als een van de eerste voor een progressieve houding ten opzichte van de mensen in het Zuiden na de oorlog, in tegenstelling tot de Radicalen in zijn partij, die strenge maatregelen wilden.
In 1865 was Raymond afgevaardigde op de National Republican Convention en werd hij voorzitter gemaakt van het Republican National Committee (RNC). Van 1865 tot 1867 zetelde hij namens New York in het federale lagerhuis, het Huis van Afgevaardigden. Als congreslid verzette hij zich (net als Lincoln) tegen de theorie van Thaddeus Stevens over "dode staten" - afgescheurde staten die niet terug bij de Unie zouden mogen komen. Raymond was verder actief op de Loyalist Convention in augustus 1866, waar men een gematigde coalitie achter president Andrew Johnson probeerde te smeden. Raymonds kritiek op Stevens alsook zijn rol op de Loyalist Convention, kostten hem zijn politiek leiderschap: hij was niet langer voorzitter van het RNC en in 1867 werd zijn aanstelling als ambassadeur in Oostenrijk (die hij zelf al geweigerd had) ook door de Senaat verworpen.
In 1867 trok hij zich terug uit de politiek en wijdde hij zich uitsluitend aan zijn krant. Raymond stierf twee jaar later in New York.
- Gemeinsame Normdatei: 1043872965
- International Standard Name Identifier: 0000 0001 0981 3444
- Library of Congress Control Number: n86111499
- Nationale Bibliotheek van Israël: 987007271431405171
- Nationale Bibliotheek van Polen: a0000003183626
- Nederlandse Thesaurus van Auteursnamen: 131075004
- SNAC: w69s1wvw
- Trove: 1199798
- Biographical Directory of the United States Congress: R000084
- Virtual International Authority File: 65493095
- WorldCat: E39PBJcWppV98y8BXjmrGgx7HC